# Епархия Вальпараисо
Епархия Вальпараисо (лат.  Dioecesis Vallis Paradisi) — епархия Римско-Католической церкви с центром в городе Вальпараисо, Чили. Епархия Вальпараисо распространяет свою юрисдикцию на территорию провинций Вальпараисо, Кильота и Исла-де-Паскуа. Епархия Вальпараисо входит в митрополию Сантьяго-де-Чили. Кафедральным собором епархии Валдьпараисо является церковь Пресвятой Девы Марии.

## История
2 ноября 1872 года Святой Престол учредил миссию Sui iuris Вальпараисо, выделив её из архиепархии Сантьяго-де-Чили.
18 октября 1925 года Римский папа Пий XI издал буллу Apostolici muneris ratio, которой преобразовал миссию sui iuris Вальпараисо в епархию.
5 января 2002 года к епархии Вальпараисо был присоединён остров Пасхи, который ранее принадлежал епархии Вильяррики.

## Ординарии епархии
- епископ Mariano Casanova y Casanova (2.11.1872 — 1885);
- епископ Salvador Donoso Rodríguez (1885—1892);
- епископ Manuel Tomás Mesa (12.09.1892 — 1894);
- епископ Ramón Ángel Jara Ruz † (13.03.1894 — 28.04.1898) — назначен епископом Сан-Карлос-де-Анкуда;
- епископ Juan Ignacio González Eyzaguirre (1899 — 10.03.1906);
- епископ Eduardo Gimpert Paut (10.03.1906 — 29.08.1937);
- епископ Rafael Lira Infante (18.03.1938 — 26.10.1958);
- епископ Рауль Сильва Энрикес (24.10.1959 — 14.05.1961) — назначен архиепископом Сантьяго-де-Чили;
- епископ Emilio Tagle Covarrubias (22.05.1961 — 3.05.1983);
- епископ Francisco de Borja Valenzuela Ríos (3.05.1983 — 16.04.1993);
- епископ Хорхе Артуро Медина Эстевес (16.04.1993 — 21.06.1996);
- епископ Франсиско Хавьер Эррасурис Осса (24.09.1996 — 24.04.1998) — назначен архиепископом Сантьяго-де-Чили;
- епископ Gonzalo Duarte García de Cortázar (4.12.1998 — 12.06.2018[1]).

## Источник
- Annuario Pontificio, Libreria Editrice Vaticana, Città del Vaticano, 2003, ISBN 88-209-7422-3